# Gornja Lisina
Gornja Lisina (Servisch cyrillisch Горња Лисина) is een plaats in de Servische gemeente Bosilegrad. De plaats telt 474 inwoners (2002).